# محمد بن سكران الخالصي
محمد بن سكران (579-667 ه‍/1181-1269 م) متصوف عراقي له زاوية، ومقبرة شمال شرق بغداد عرفت به.

## السيرة
هو محيي الدين محمد بن سكران بن عبد العزيز بن أبي السعادات بن المعمر، يطلق عليه المجاورين اسم (محمد بن بكران) تجنباً من ذكر كلمة (سكران). يبدوا انه ولد في نفس المكان الذي توفي فيه، حيث انه عرف بزهده وتقواه، وكانت له زاوية يطعم فيها الفقراء، وتقع في الجانب الشرقي لنهر دجلة، في ناحية المباركة من الخالص، في مقاطعة المشيرية قرب قرية الجديدة، وحوالي عشرة كيلو مترات شمال غرب خان بني سعد، وثلاثين كيلو متراً شمال شرق بغداد، قرب الراشدية.
وله جنب هذه الزاوية مزارع وبساتين يسقيها نهر الخالص. وكان على قاعدة السلف في العفة والزهد والإنقطاع وتربية الفقراء والإيثار وحسن السيرة.
سكن في هذه الناحية في مبدأ أمره يزرع بيده ويواسي الواردين مما يحصل له. ثم عمر موضعاً يأوى الفقراء إليه، فبقي ذلك مدة ثم عمر له في هذا الموضع رباطاً فزرع إلى جانبه بستاناً غرس فيه نخلاً وشجراً وأوقفه على الفقراء، فانضم إليه جماعة من الصالحين كل منهم يزرع بيده، فكان يقيم بجميع من يجتاز به. ثم اعتمد بعد ذلك على أصحابه في ذلك وانقطع إلى عبادة الله، ولا يطلب بلسانه قوتاً ولكن ان أعطي وقدم له أكل، وان إنشغلوا عنه لا يطلب حتى لو بقي أياماً بلا طعام، فقال يوماً لأصحابه:لا ريب انكم ما تسألون عن أحوال الفقراء وقد بلغني ان بينكم فقيراً له أيام لم يُطعم، ففحصوا عن ذلك الفقير، فعرفوا انهم اهملوا الشيخ فاعتذروا إليه بإشتغالهم في خدمة الواردين.
قيل ان خواجا نصير الدين الطوسي إجتمع به وقال له: ما حد الفقر؟ فقال: الذي أعرفه ان زيق الفقير ضيق لا يدخله رأس كبير.

## قول ابن الفوطي فيه
قال عنه ابن الفوطي: محيي الدين أبو الفقراء محمد بن عبد العزيز السكران بن أبي السعادات بن المعمر الخالصي الشيخ العارف الزاهد. كان شيخ زمانه ورعاً وعبادة ومعرفة وزهادة، والزاوية المنسوبة إليه هي طراز العراق إشتهر ذكرها في جميع الآفاق.
أدركت زمانه وتبركت برؤيته وتشرفت قبل الوقعة (الغزو المغولي) بتقبيل يده، وكان قد إستدعاه الخليفة (المستعصم بالله) لأجل الدعاء مع جماعة من الفقراء، فذكر الشيخ ان الأمر قد فرط (قد قضي الأمر الذي فيه تستفتيان). وكان على طريقة مشكورة في خدمة الصادر والوارد والمقيم والمسافر، ويخدم الناس في طبقاتهم من الملوك والسلاطين إلى الفقراء المحتاجين، وعليه رسوم لفقراء بغداد بل لأكابرها يتناولونها في كل عام على الإستمرار والدوام. ولم يزل على هذه الطريقة المحمودة حتى وفاته، ودفن بزاويته بالمباركة من الخالص، وعمرت عليه قبة عالية يزورها الناس وقد زرته.

## المرقد
يقوم مرقد محمد بن سكران الشيخ الزاهد، على تل أثري إسلامي يبلغ محيطه نحواً من خمسمائة متر وإرتفاعه بين المتر والمترين. ويحيط بالتل بستان من النخيل والأشجار المثمرة. يرتقي تاريخ هذا البناء إلى القرن السابع الهجري (الثالث عشر الميلادي).
ومرقده يزار من قبل السكان المجاورين في مواسم الأعياد والجمع وفي كثير من المناسبات الدينية، وفيه قيِّم يشرف عليه دائماً.وقد ورد ذكره في سير الحملة العسكرية في العهد العثماني التي قادها السلطان العثماني سليمان القانوني لإنتزاع بغداد من قبضة الدولة الصفوية وذلك سنة فتح بغداد (1534) حيث وصل السلطان مع جيشه مرقد (الشيخ سكران) ومرقد (لقمان الحكيم) بالقرب منه، بعد ان رأوا في طريقهم مرقد (الشيخ مكارم).

## قبة المرقد
قاعدة قبة المرقد متينة ومشيدة بالآجر والجص، وهي مثمنة الشكل يبلغ طول كل ضلع منها أربعة أمتار وثلاثين سنتيمتراً، تعلوها قبة معقودة مستديرة مدرجة إلى ثلاث مناطق كل منطقة أصغر من التي قبلها تنتهي بميل من النحاس، ويرتفع جدارها نحو ستة أمتار ثم أطواق مقرنصة لترتفع عليها القبة نحو متر، وترتفع القبة عليها بنحو أربعة أمتار تقريباً، وجدرانها سميكة. ويقع مدخل البناية في الجنوب الغربي منها يبتديء بدهليز طوله ستة أمتار مسقف بجذوع النخل، ومدخله معقود وله جناحان متهدمان. وهذا الدهليز حديث اذ إنهدم الدهليز القديم قبل أكثر من مائة سنة وكان عليه سقف بقبتين معقودتين عليه، وأمامه ساحة أستعملت مقبرة الآن.
وينتهي الدهليز بباب قبة المرقد وعرضه (95) سنتيمتراً وإرتفاعه متران وفوقه قوسان من العقادة بينهما كتيبة عليها ثمانية أسطر من الكتابة النسخية البارزة نحتت من الآجر بين شبكة من الزخارف، وفي زواياها الأربعة اشكال سداسية لكل زاوية شكل مسدس كتب بالحروف الكوفية اى مشجرة بين الزخارف في غاية الجمال والدقة في النحت البارز.
يوجد في داخل القبة ضريحان متجاوران بينهما فاصل صغير (يقوم العوام من الناس بإدخال المريض بينهما ليشفى).
الضريح الأول يقع في الجهة الشمالية الغربية للشيخ محمد بن سكران يحيط بأسفله سطر من الكتابات بالخط النسخي البارز نحتت في الآجر. وبُنيَّ القبران من الجص والطابوق وفوقهما قفص من الخشب والحديد له باب بينهما. والضريح الآخر يعود للشيخ خميس.

## الكتابات
تشاهد الكتابات بخط جميل وواضح للغاية، وهي تمثل نموذج الخط النسخي في سنة (667 ه‍) أي في بداية الفترة الأيلخانية، وذكر بها كالآتي:
 بسم الله الرحمن الرحيم الذين ينفقون أموالهم بالليل والنهار سراً وعلانية، فلهم أجرهم عند ربهم ولا خوف عليهم ولا هم يحزنون، هذي التربة للشيخ الصالح قطب العارفين اوحد عصره وفريد دهره، محيي الدين بن سكران رحمة الله عليه. وننشيء هذه الزاوية وموقفها على الفقراء المقيمين والواردين واليتامى والمساكين والغرباء وأبناء السبيل. وأنشأ هذه القبة خادمه ووصيه الشيخ خميس. توفي الشيخ رحمة الله عليه يوم الجمعة سنة سبع وستين وستمائة، وصلى الله على محمد النبي وآله.
اما الكتابة على الأشكال السداسية فقد كتب عليها وبالخط الكوفي المشجر داخل الزخارف ما يأتي:
هذه سكنى شيخ الزاوية، عاش ثمان وثمانين سنة، فلله البقاء.
والنص المكتوب على ضريح الشيخ محمد بن سكران وهو بعض الآيات الكريمة:
بسم الله الرحمن الرحيم ويطعمون الطعام على حبه مسكيناً ويتيماً وأسيراً، إنما نطعمكم لوجه الله لا نريد منكم جزاءً ولا شكورا، يوفون بالنذر ويخافون يوماً كان شره مستطيرا.

## وفاته
توفي الشيخ محمد بن سكران الخالصي في شهر شعبان 667 ه‍/1269م. عن عمر ناهز ثمان وثمانين عاماً. ودفن بزاويته في المباركة من الخالص .
وبقربه مقبرة عرفت باسمه (مقبرة محمد سكران)، وتعد من مقابر بغداد القديمة المعروفة، ولا زال الناس يدفنون موتاهم بها.